# کودتای ۱۹۶۶ سوریه
کودتای ۱۹۶۶ سوریه، سه سال پس از کودتای حزب بعث در سوریه رخ داد. علت این کودتا کشمکش بین طبقه جوان و مسن حزب بعث سوریه به دلایلی چون فساد و ضعف بود. در واقع این کودتا، عصیان نسل جوان حزب بعث بود. متعاقب این کودتا میشل عفلق و امین الحافظ سرنگون و حافظ اسد، وزیر دفاع شد.